# The Munsters
The Munsters är en amerikansk TV-serie som gick i två säsonger åren 1964–1966.

## Handling
Familjen Munster består av vampyrer, varulvar och ett Frankensteins monster - den ende som är normal är Marilyn, men hon blir familjens svarta får på grund av detta.
Många är rädda för familjen Munster eftersom de är ganska märkliga, men egentligen är de snälla.

## Om serien
Beverley Owen spelade Marilyn i de första tretton avsnitten, därefter ersattes hon av Pat Priest i de återstående avsnitten.
Butch Patrick, som spelade Eddie Munster, bildade senare ett popband som hette Eddie and the Monsters och de fick en mindre hit med låten What Ever Happened to Eddie? som var inspirerad av TV-serien och dess signaturmelodi.

## Rollista i urval
- Fred Gwynne - Herman Munster
- Al Lewis - Farfar Munster
- Yvonne De Carlo - Lily Munster
- Butch Patrick - Eddie Munster
- Pat Priest - Marilyn Munster